# Narodna kultura
Narodna kultura (în bulgară Народна култура, în traducere Cultura populară) este o editură bulgară care a funcționat în perioada 1945-2003. A fost specializată în publicarea de literatură de ficțiune. 
Editura a fost înființată în anul 1945 la Sofia. A funcționat la începutul activității ca o editură cooperatistă, iar din 1951 a devenit editură de stat. 
În primul an de existență a publicat 19 titluri de cărți, pentru ca în anul 1986 să ajungă să publice 170 de opere literare ale unor autori bulgari și străini. În perioada existenței sale, editura „Narodna kultura” a publicat peste 13 mii de cărți cu un tiraj total de 3 milioane de exemplare. 
Editura a publicat inițial lucrări de ficțiune bulgară și străină, cărți de critică literară, lucrări de popularizare a științei, literatură educațională și pentru copii etc. Începând din 1974 s-a profilat în special pe publicarea traducerilor din literatura clasică și modernă. Păstrându-și totuși orientarea sa inițială, editura a continuat să publice și operele poeților și prozatorilor bulgari. 
Editura Narodna kultura a publicat mai multe serii de cărți, printre care: 
- „Romane biografice” (din 1957)
- „Romane alese” (din 1959)
- „Romane pentru tineret” (din 1960)
- „Literatura pentru adolescenți” (din 1967)
- „Clasicii lumii” (1970-1994)
- „Panorama” (din 1974) 
  - Seria „Proză”
  - Seria „Poezie”
  - Seria „Biografii artistice”
  - Seria „Memorii”
  - Seria „Scrisori”
  - Seria „Umor”
  - Seria „Patrimoniu literar”

## Directori
- Petăr Menzelov
- Ia. Hlebarov
- D. Doskov
- Bojidar Bjilov (1973-1980)
- Vera Ganceva (1980-1989)
- S. Raikov
- Aleksandr Donev
- Petăr Manolov (1997-2002)

## Legături externe
- bg  Editura „Narodna kultura”